# Sclerochilus hicksi
Sclerochilus hicksi är en kräftdjursart som beskrevs av Athersuch och John Horne 1987. Sclerochilus hicksi ingår i släktet Sclerochilus och familjen Bythocytheridae. Inga underarter finns listade i Catalogue of Life.